# الجمعية الوطنية لطاجيكستان
الجمعية الوطنية لطاجيكستان (بالطاجيكية: Маҷлиси миллии)‏ (بالروسية: Национальный совет Высшего собрания) هي الهيئة التشريعية في طاجيكستان، وتتكون من 33 مقعداً، وهي المجلس الأعلى في جمعية طاجيكستان العليا. يشغل رستم إمام علي، وهو نجل الرئيس الحالي إمام علي رحمون، منصب رئيس المجلس منذ 17 أبريل 2020.
انتخب 25 عضوًا في 27 مارس 2020، وعيّن الرئيس إمام علي رحمن ربع الأعضاء في أبريل، ليصل العدد الإجمالي للأعضاء إلى واحد وثلاثين عضوًا.

## طالع أيضًا
- جمعية طاجيكستان العليا